# (4764) Joneberhart
(4764) Joneberhart (1983 CC) – planetoida z pasa głównego asteroid okrążająca Słońce w ciągu 2,69 lat w średniej odległości 1,93 j.a. Odkryta 11 lutego 1983 roku.